# کثه
کثه نام کهن‌تر مرکز ناحیهٔ یزد است که امروز هم یزد نامیده می‌شود. کثه یکی از مهمترین شهرهای ناحیهٔ استخر در ایالت پارس به شمار می‌رفته است. اصطخری دربارهٔ آن «می‌گوید کثه مرکز یزد شهری است در حاشیهٔ کویر. دارای هوای خوب و سالم بری است و در عین حال دارای آسایش و تنعم شهرهای بزرگ هم هست. خانه‌های آن بیشتر از گل ساخته شده و سقفهای قوسی دارند. داخل شهر مستحکم و محصون است و دیواری دارد با دو دروازهٔ آهنین. یکی از آنها باب ایزد و دیگری باب المسجد نامیده‌ می‌شود، بدین دلیل که مسجد جامع در جوار آن قرار گرفته‌ است. شهر و رستاق‌های آن از نظر عرضهٔ میوه غنی است آن هم چندان که به مقدار زیاد از آن به اصفهان و مناطق دیگر صادر می‌کنند. شهر کثه را به نحوی بسیار مطبوع و خوش ساخته‌اند. قسمت بزرگ شهر دارای خط و سواد و اهل ادب هستند، به صورتی که می‌توانند مقام دبیری و منشی را به دست آورند.»